# Bin el Ouidane
Bin el Ouidane ou Bin al-Widan é uma comuna rural do centro de Marrocos, que faz parte da província de Azilal e da região de Tadla-Azilal. Em 2004 tinha 5 721 habitantes.
Situa-se na cordilheira do Atlas, na zona em que estas mudam o nome de Médio Atlas, a norte, para Alto Atlas, a sul, no vale escavado pelo ouede El Abid, um afluente do Morbeia (Oum Er R'bia), um dos maiores rios de Marrocos. O vale é por vezes descrito como dos mais belos do Alto Atlas e nele foi construída a grande barragem Bin el Ouidane.
A aldeia sede da comuna situa-se um quilómetro a oeste da barragem, 4 km a leste dos limites nordeste do Parque Nacional do Alto Atlas Ocidental, 25 km a nordeste de Azilal, 55 km a sul de Beni Mellal, 190 km a nordeste de Marraquexe e 245 km a sudeste de Casablanca. A região é muito acidentada, com encostas agrestes muito íngremes, que só são arborizadas junto ao grande lago formado pela barragem. Em alguns lugares, como em alguns troços da estrada que liga Afourer a Bin el Ouidane, a vista é magnífica, estendendo-se desde a planície Tadla, a norte, até aos picos do Alto Atlas, a sul, muitos deles cobertos de neve durante grande parte do ano, como é o caso do Jbel Mgoun. As águas de cor turquesa da grande albufeira e das encostas calcárias arborizadas das  margens contrastam com o castanho que predomina no resto das montanhas. Na margem norte da albufeira existem vários empreendimentos turísticos.